# I Thunderman - Il ritorno
I Thunderman - Il ritorno (The Thundermans Return) è un film del 2024 diretto da Trevor Kirschner, sequel diretto della sitcom del 2013 I Thunderman.

## Trama
Tre anni dopo gli eventi della serie, la famiglia Thunderman combatte il crimine a Metroburg. Dopo l'ennesima missione riuscita, tutti si preparano ad una tranquilla cena ma prima ancora di iniziare, un allarme costringe la famiglia ad andare a sconfiggere Blue Flame.
Durante lo scontro appare il V Team, un nuovo gruppo di supereroi, che tentano anche loro di distruggere il nemico, ma durante lo scontro i raggi laser di Nora colpiscono il jetpack di Max, che finisce per urtare involontariamente una ciambella gigante la quale colpisce uno dei membri del V Team, che alla fine arresta il criminale. Avendo colpito un altro supereroe durante una missione, la presidente KickButt è costretta ad espellere i Thunderman dalla Lega Dei Supereroi. Verranno sostituiti proprio dal V Team.
Dopo ciò, i protagonisti tornano nella loro vecchia casa a Hiddenville. Lì, i Thunderman proveranno a riabituarsi alla loro vecchia vita: Phoebe inizia a lavorare allo Splatburger con la sua vecchia amica Cherry, Max si riunisce ai vecchi amici della band, Billy e Nora vanno al liceo e diventano popolari usando i loro poteri e Chloe inizia ad andare sullo skateboard, suscitando le preoccupazioni di Hank e Barb che arrivano a osservarla con un elicottero prestato dal cugino Blobbin, ma vengono scoperti dalla ragazzina che si arrabbia. Phoebe e Max vogliono tornare ad essere supereroi, ma il resto della famiglia non è d'accordo, dato che una è maniaca della perfezione e l'altro pensa solo all'apparenza.
A Metroburg, il V Team visita in prigione i supercriminali Dark Mayhem, King Crab e Strongdor, e si scopre che in realtà loro sono i figli dei tre supercriminali, intenzionati a rubare una pianta della Lega dei Supereroi che conferisce i poteri per rendere tutti gli abitanti di Metroburg supercattivi. I tre si dirigono nella casa dei Thunderman, deducendo che la pianta sia posseduta da Hank, e trovano Phoebe e Max, i quali avevano scoperto la vera identità del V Team e si erano diretti per fermarli. I tre li catturano e li portano nel covo di Dark Mayhem, dove vengono sottoposti a varie torture, dirigendosi poi a Hiddenville per prendere la pianta.
Giunti in città, il V Team prende la pianta e impianta una cupola su Hiddenville in modo da impedire ai Thunderman di fermarli. Per rompere la cupola, la famiglia usa un baccello caduto dalla pianta per conferire dei poteri ad alcuni cittadini (in particolare Cherry, gli amici di Max, la signora Wong e il signor Bradford, ancora preside del liceo) per rompere la cupola e giungere a Metroburg. Nel covo di Dark Mayhem, intanto, credendo di star per morire, Phoebe e Max si chiariscono: quest'ultimo spiega alla sorella che pensava all'apparenza perché consapevole di essere inferiore a lei, e Phoebe rivela a Max che il suo perfezionismo era dovuto al suo volersi far notare dagli altri, dato che si sentiva poco considerata da quando il fratello era diventato buono. I due, alla fine, si salvano, vengono recuperati dal resto della famiglia e si dirigono così sul Monte Metroburg, dove il V Team, assieme a Dark Mayhem, King Crab e Strongdor sta mettendo in atto il suo piano.
Inizia una battaglia che vede i Thunderman vincitori, ma Dark Mayhem Jr., figlio di Dark Mayhem, attiva il drone con sopra la pianta, per poi essere congelato da Max. Per fermare il velivolo, quest'ultimo e Phoebe si fanno teletrasportare da Chloe, e riescono a manometterlo, salvando la città.
Alla fine, i Thunderman vengono riammessi nella Lega Dei Supereroi, con sede la loro casa di Hiddenville, ignari del fatto che una voce misteriosa stia affidando un compito sconosciuto al Dottor Colosso.

## Produzione
Il film è interpretato dagli stessi attori della sitcom I Thunderman, su cui è basato.

## Distribuzione
Il film è uscito il 7 marzo 2024 su Paramount+, a sei anni di distanza dall'ultima puntata della serie televisiva I Thunderman.